# The Town of Crooked Ways
The Town of Crooked Ways é um filme mudo britânico de 1920, do gênero drama, dirigido por Bert Wynne e estrelado por Edward O'Neill, Elsie Mackay e Denis Cowles. Foi baseado em um romance de J.S. Fletcher.

## Elenco
- Edward O'Neill – Solomon Quamperdene
- Poppy Wyndham – Queenie Clay
- Denis Cowles – Bevis Coleman
- Cyril Percival – Clarence Quamperdene
- Eileen Magrath – Millie Earnshaw
- George Bellamy – James Winter
- Joan Ferry – Beatrice Quamperdene
- Bert Wynne – Winterton Loring
- Charles Vane – Alderman Tanqueray
- Arthur M. Cullin – Parson
- Arthur Walcott – Jack Ricketts
- Judd Green – Chanceler Slee
- Lyell Johnstone – Ben Claybourne
- Ida Fane – Miss Grampayne
- Wallace Bosco – Mallowes
- Fred Rains – Chyver